# Castello Aragonese (Taranto)

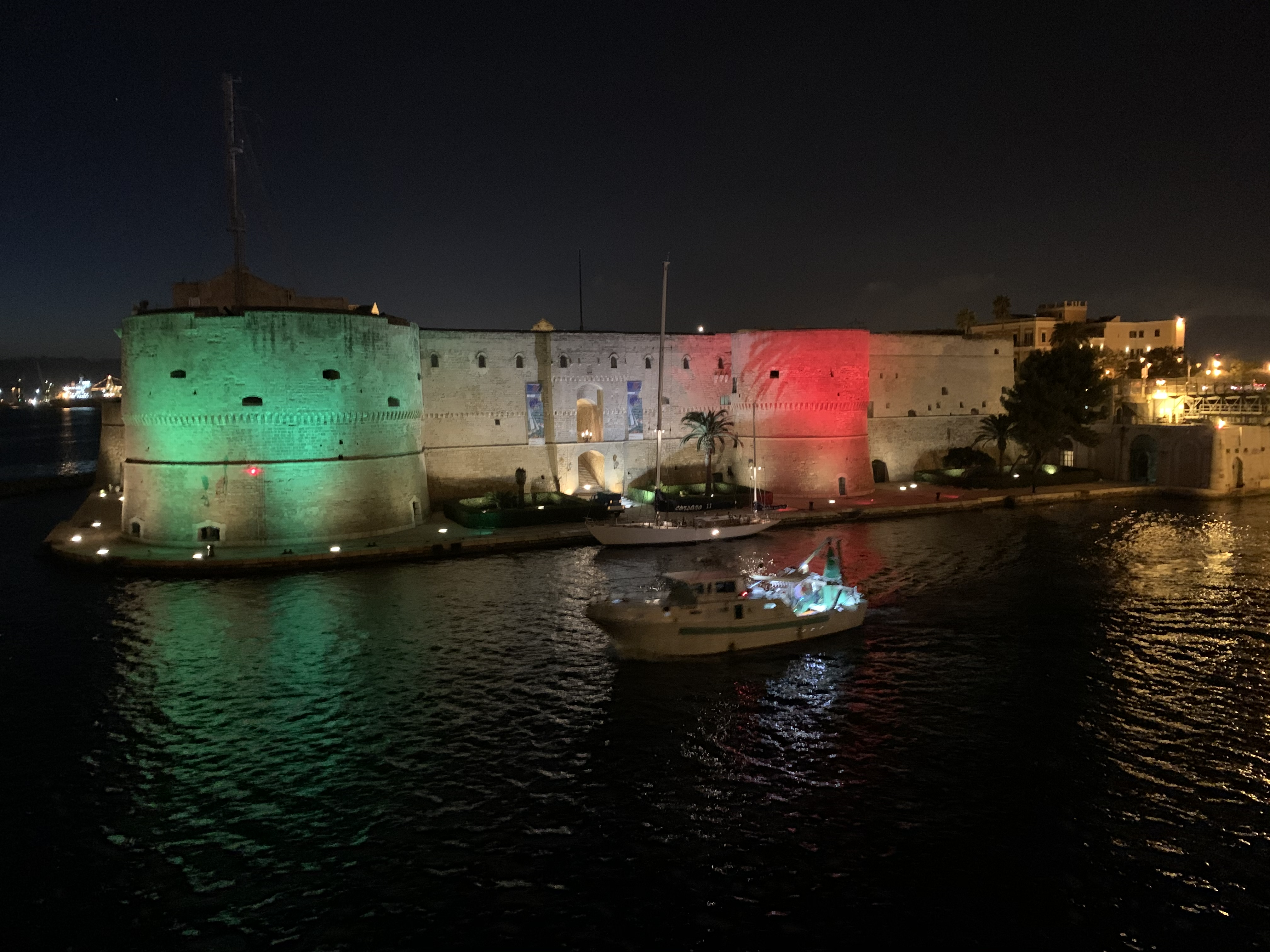
Vista notturna sul castello illuminato.

Il castello Aragonese (o castel Sant'Angelo), con la sua pianta quadrangolare e il vasto cortile centrale, occupa l'estremo angolo meridionale dell'isola su cui sorge il borgo antico della città di Taranto.

## Storia
Il primo nucleo del castello risale al 780, quando i Bizantini avviarono la costruzione della "Rocca" a protezione dagli attacchi dei Saraceni e della Repubblica di Venezia. 
Questa prima fortificazione era costituita da torri alte e strette, dalle quali si combatteva con lance, frecce, pietre, e olio bollente.
Nel 1481 fu realizzato un primo canale navigabile, più stretto dell'attuale e con sponde irregolari, per consentire il passaggio di piccole imbarcazioni e migliorare la difendibilità del castello.
Nel 1486, Ferdinando I di Napoli incaricò l'architetto e ingegnere militare Francesco di Giorgio Martini di ampliare il castello e di conferirgli l'attuale struttura, onde rimpiazzare la tipologia medievale delle torri concepita per la difesa piombante. L'utilizzo infatti dei cannoni in seguito alla scoperta della polvere da sparo, necessitava di torri larghe e basse, di forma circolare per attutire l'urto delle palle di cannone, fornite di rampe o scivoli che permettessero lo spostamento dei pezzi da una torre all'altra, nonché dotate di un ampio e robusto parapetto con specifiche aperture per le bocche da fuoco.
La nuova fortificazione doveva comprendere sette torri, di cui quattro unite tra loro a formare un quadrilatero, e le rimanenti tre allineate lungo il fossato fino al Mar Piccolo.
Le quattro torri furono intitolate rispettivamente a san Cristoforo, a san Lorenzo, alla Bandiera ed alla Vergine Annunziata.
Il primo castellano, poiché i fondi per ultimare la parte aragonese del castello (il quadrilatero) non erano sufficienti, impose in un primo momento il dazio sulla pesca, successivamente ingrandì il castello unendolo alla torre Sant'Angelo che fu costruita a spese del Comune.
Le torri tonde e massicce del castello risultarono alla fine alte e larghe 20 metri, unite tra loro da cortine lunghe 40 metri e con 4 ordini di fuoco. Il castello era dotato di due uscite corrispondenti a due ponti levatoi. Sul fossato passava il ponte del Soccorso, che univa il castello alla zona che allora era campagna e che oggi viene denominata Borgo. Sul lato opposto invece, il ponte dell'Avanzata univa il castello con il borgo antico, sorpassando il fossato scavato per isolare la struttura dalla città.
Nel 1491 fu aggiunto sul lato rivolto al mar Grande il rivellino di forma triangolare tra la torre della Bandiera e la torre San Cristoforo. Il castello fu ultimato nel 1492, come risulta dall'incisione di una lapide murata sulla "Porta Paterna" insieme allo stemma degli Aragonesi inquartato con l'arma dei d'Angiò tripartita:
Con gli Spagnoli, le difese furono rafforzate allargando il fossato e costruendo una nuova fortificazione con tre torri. 

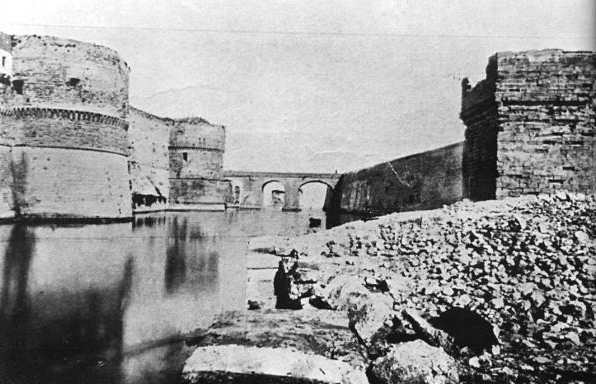
Il fossato del castello aragonese, 1880.

Con l'arrivo degli Asburgo nel 1707, il castello perse la sua importanza come opera militare divenendo una dura prigione, ma con Napoleone Bonaparte ritornò alla sua funzione originaria.
Nel 1883, una delle cinque torri che univano la cortina muraria, quella dedicata a Sant'Angelo, insieme alle torri Mater Dei, Monacella e Vasto del muro civico, furono demolite per fare posto all'attuale canale navigabile e al ponte girevole.
I lavori furono ultimati nel 1887, anno in cui il castello diventa una sede della Regia Marina.
All'interno del castello, si può ammirare la cappella di San Leonardo, riconsacrata nel 1933 dopo essere stata adibita nel corso degli anni a corpo di guardia e stalla. Al suo interno si trovano due lastre in carparo addossate alle pareti, che rappresentano rispettivamente un santo vescovo ed un guerriero medievale armato. Si può notare inoltre lo stemma di Filippo II di Spagna. Particolare è anche quella che fungeva da sala delle torture, la cui volta presenta un foro centrale attraverso il quale venivano amplificate e propagate le urla dei malcapitati, intimorendo psicologicamente gli altri prigionieri.
Nel corso dei secoli, il castello svevo-angioino prima e quello aragonese poi sono stati protagonisti delle vicende della comunità tarantina, che si è sempre raccolta attorno al suo castello nei momenti più difficili.